# Судаков, Олег Михайлович
Оле́г Миха́йлович Судако́в (родился 4 мая 1962 в Новосибирске, также известный как Мана́гер) — российский рок-музыкант, поэт, художник-коллажист и публицист; концертный вокалист (в 1988-м году) и соавтор нескольких текстов группы «Гражданская оборона» (1987—1988), сооснователь сайд-проекта «Коммунизм». Лидер рок-группы «Манагер и Родина». Вокалист проекта «PLOTNIK МАНАГЕР» (2023).
Один из представителей так называемого «сибирского андеграунда» конца 1980-х — начала 1990-х. Сам Судаков определяет себя «метафизическим поэтом».

## Краткая биография
Сценическую деятельность начал под влиянием группы «Гражданская Оборона», в которой он одно время (в 1987 году) был сначала директором (или, как он сам себя в то время называл, менеджером — именно оттуда и пошло его прозвище «Манагер»), а затем и временным вокалистом. Уйдя из «Г. О.», с помощью Летова и его товарищей создал во второй половине 80-х годов ряд групп, как например панк-группы «Анархия» и «Армия Власова», а также индустриальную группу «Цыганята и я с Ильича». В 1988 году вместе с Егором Летовым и Константином Рябиновым основал проект «Коммунизм», участвовал в записи четырёх альбомов.
С 1994 года является лидером собственной группы «Родина». Участвовал в мероприятиях «Русский прорыв», поддерживал КПРФ, являлся активным членом Новосибирского отделения НБП, однако в 2005 году решением конференции был исключён за антипартийную деятельность. Долгое время жил в Омске и Новосибирске, сейчас живёт в Бердске.

## Дискография

### Анархия
- «Паралич»: (c) 1988; (р) 2002 «UR-Realist» (сплит с Армия Власова «Армия Власова»), (р) 2008 «Rebel Records»

### Армия Власова
- «Армия Власова»: (с) 1989; (р) 2002 «UR-Realist» (сплит с Анархия «Паралич»), (р) 2008 «Rebel Records»

### Цыганята и Я с Ильича
- «Гаубицы лейтенанта Гурубы»: (с) 1989; (р) 2003 «Метафизический Новосибирский» Рокъ-Клуб, (р) 2007 «Rebel Records»
- «Арджуна-драйв»: (с) 1990; (р) 2007 «Rebel Records»
- «Заклятье царей»: (с) 2021; (р) 2021 «Выргород»
- «Паразиты мозга»: (с) 2023; (р) 2023 «Выргород»

### Коммунизм
- «На советской скорости»: (с) 1988; (р) 2003 «ХОР»
- «Сулейман Стальский»: (с) 1988; (р) 2005 «Мистерия звука»
- «Родина слышит»: (с) 1989; (p) 2013 «Выргород»
- «Солдатский сон»: (с) 1989; (р) 2000 «ХОР», «Moroz Records»
- «Граница счастья»: (с) 2021; (р) «TrueFanatics»

### Интервью Манагера Егору Летову
- «Разговор, которого не было»: (с) 1990; (р) 2012 «Latimeria Records»

### Манагер и Родина
- «Быть живым»: (с) 1995; (р) 1995 «Минус Девять Кельвина», (р) 2000 «UR-Realist» (бонус «„Русский прорыв“ в Киеве, 09.04.1994»), (р) 2010 «Полдень Music» (бонус «„Русский прорыв“ в Москве, 27.05.1994»)
- «Тот свет»: (с) 2002; (р) 2004 «Rebel Records»
- «Колесница звёзд»: (с) 2004; (р) 2005 «Rebel Records»
- «Добровольный Эдем»: (с) 2008; (р) 2009 «Rebel Records»
- «На блаженном острове»: (с) 2014 (p) 2014 «Latimeria Records»+«Сибирский Гербарий», (p) 2015 «Выргород»
- «Наследники»: (c) (2021), (p) 2021 «Выргород»
- «Странники простора»: (c) (2022), (p) 2022 «Выргород»
- «Новобранцы пустоты»: (c) (2024), (p) 2024 «Выргород»
- «Норма разума»: (c) (2025), (p) 2025 «Выргород»

### Манагер & Grenade Surround Experience
- «Блюдо Мира»: (с) 2010; (p) 2012 «Latimeria Records»"Сибирский Гербарий". В оформлении использованы работы Джоржa Грие
- «Геометрия чувств»: (с) 2013; (р) 2014 «Z-REC»+«Сибирский Гербарий»
- «Калейдоскопы состояний» (p) 2020

### PLOTNIK МАНАГЕР
- «Берия»: (c) 2023; (p) 2023 «Выргород»

### Сольные концерты
- «Бхаведанта»: (с) 1990; (p) 2012 «Bull Terrier Records»